# Grammotaulius nigropunctatus
Grammotaulius nigropunctatus är en nattsländeart som först beskrevs av Anders Jahan Retzius 1783.  Grammotaulius nigropunctatus ingår i släktet Grammotaulius och familjen husmasknattsländor. Arten är reproducerande i Sverige. Utöver nominatformen finns också underarten G. n. infuscatus.

## Bildgalleri

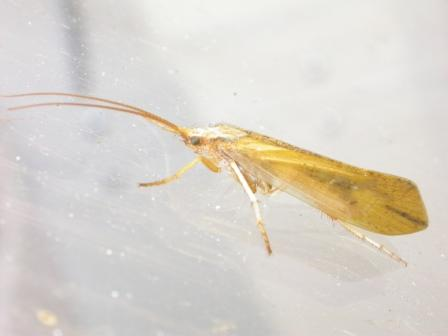
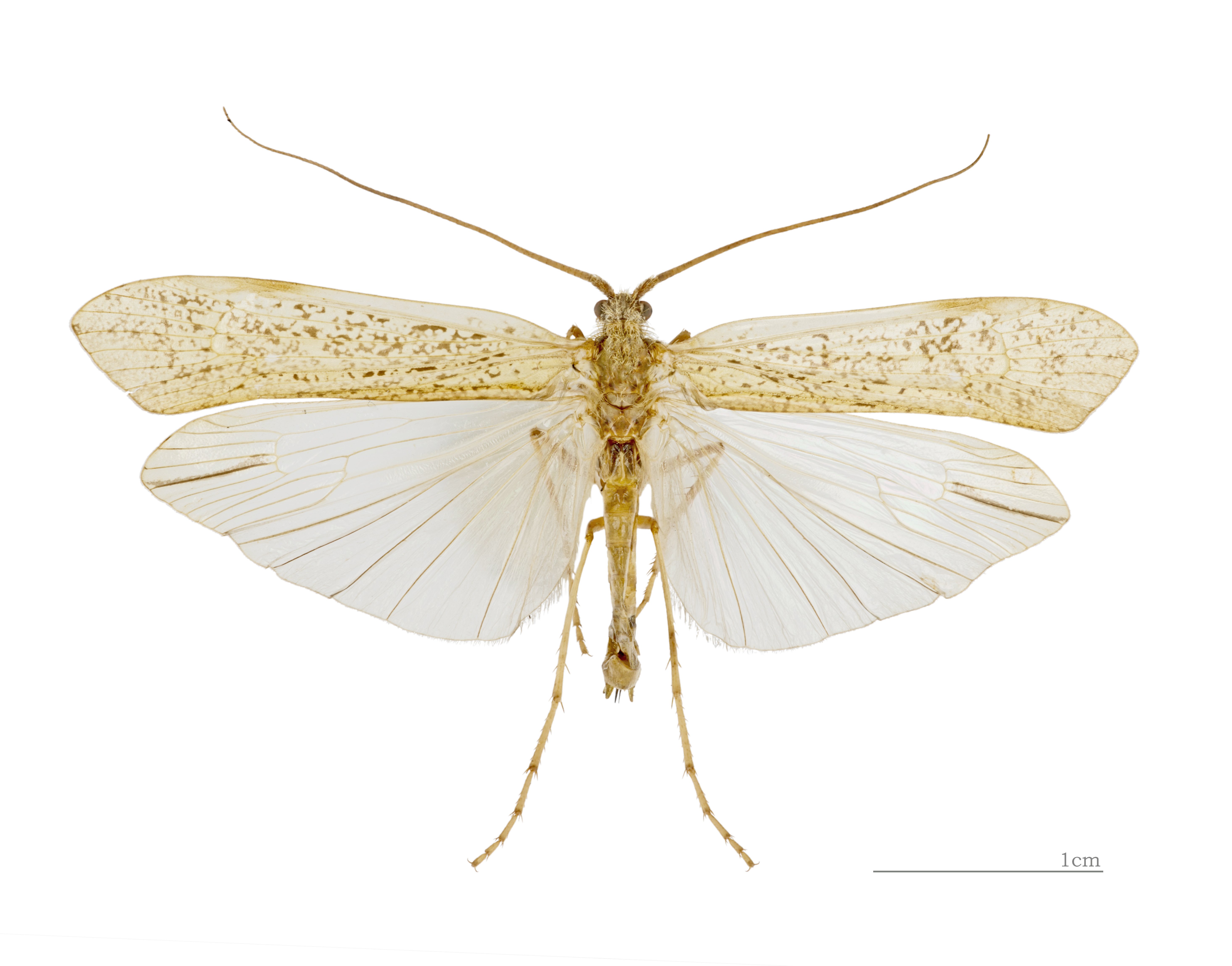
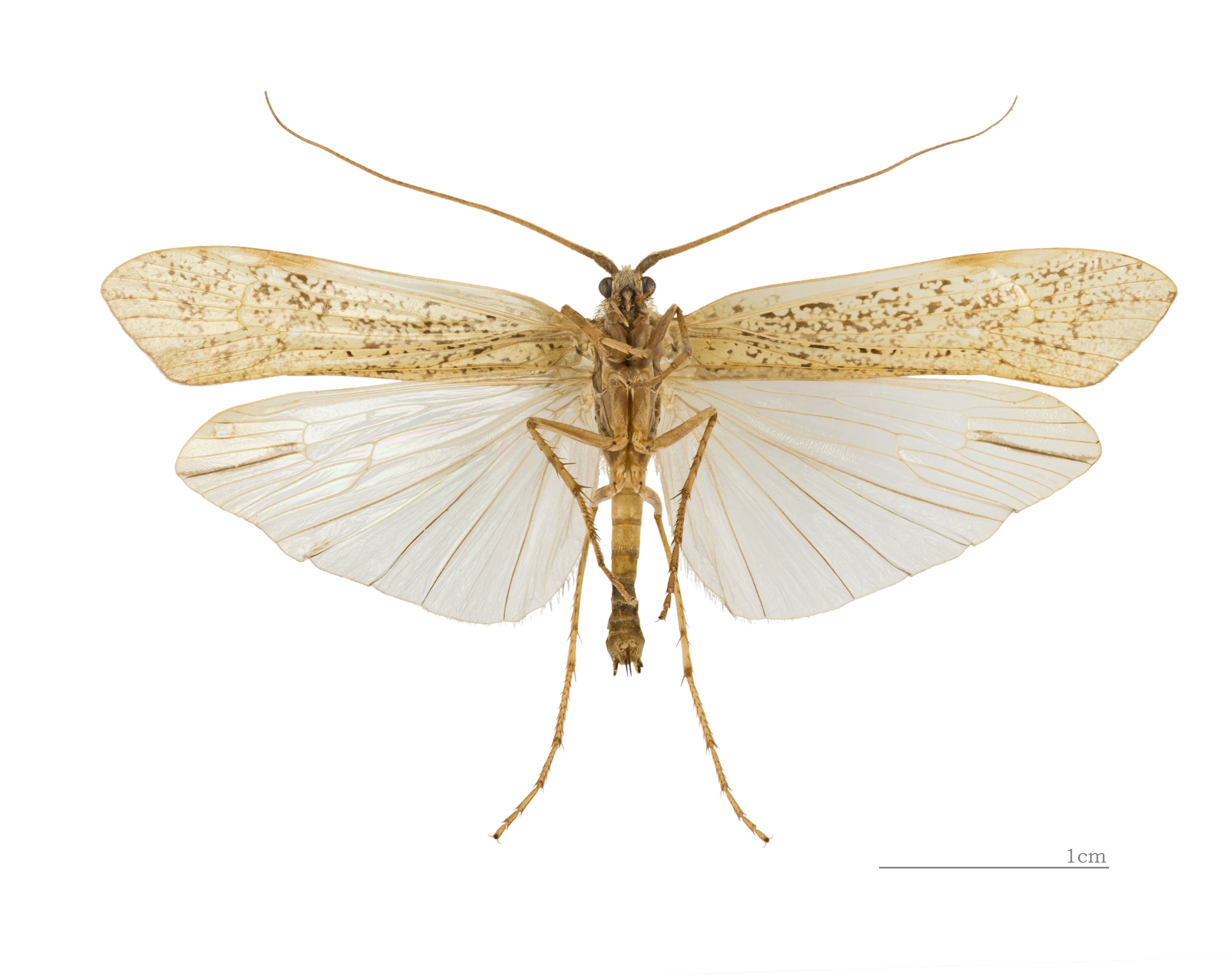